# بخش میدوست (ان‌بی‌ای)
بخش میدوست (انگلیسی: Midwest Division) یکی از بخش‌های کنفرانس غرب در ان‌بی‌ای بود. این بخش در آغاز فصل ۷۱–۱۹۷۰ تأسیس شد، زمانی که لیگ با اضافه شدن تیم‌های بوفالو بریوز، کلیولند کاوالیرز و پورتلند تریل بلیزرز از ۱۴ تیم به ۱۷ تیم گسترش یافت. لیگ در این تغییرات، خود را به دو کنفرانس غرب و شرق سازماندهی مجدد کرد که هر کدام دارای دو بخش بودند.
بخش میدوست کار خود را با چهار تیم شیکاگو بولز، دیترویت پیستونز، میلواکی باکس و فینیکس سانز آغاز کرد. تیم‌های بولز و سانز قبل‌تر در بخش غرب بازی می‌کردند، در حالی که پیستونز و باکس قبل‌تر عضو بخش شرق بودند.